# Patta (scacchi)
Patta è il termine con cui nel gioco degli scacchi si indica una partita terminata in parità, ed è definita dal regolamento degli scacchi della FIDE.
Ciò può avvenire sia per il reciproco accordo dei giocatori che decidono di porre fine alla sfida ritenendo che non sia possibile costringere l'avversario alla sconfitta, sia per situazioni oggettive previste dal regolamento che vengono a verificarsi durante la partita e che devono essere portate all'attenzione dell'arbitro da parte del giocatore che in quel momento ha il tratto per pretendere l'immediata sospensione della partita.
In gergo scacchistico, dalla parola "patta" sono ancora usati i verbi "pattare" ed il più raro "impattare" col significato di terminare in parità, ma anche col significato più attivo di riuscire a guadagnare una parità da parte del giocatore che è in netto svantaggio o addirittura non ha più possibilità di vincere.

## Casistiche
Il regolamento internazionale degli scacchi prevede le seguenti casistiche perché una partita venga definita patta.

### Stallo
Lo stallo si verifica quando un giocatore non ha mosse legali disponibili pur non essendo sotto scacco.
|   | a | b | c | d | e | f | g | h |   |
| 8 | f7 re del bianco · g7 alfiere del bianco · h7 re del nero · a4 pedone del nero · a3 pedone del bianco | f7 re del bianco · g7 alfiere del bianco · h7 re del nero · a4 pedone del nero · a3 pedone del bianco | f7 re del bianco · g7 alfiere del bianco · h7 re del nero · a4 pedone del nero · a3 pedone del bianco | f7 re del bianco · g7 alfiere del bianco · h7 re del nero · a4 pedone del nero · a3 pedone del bianco | f7 re del bianco · g7 alfiere del bianco · h7 re del nero · a4 pedone del nero · a3 pedone del bianco | f7 re del bianco · g7 alfiere del bianco · h7 re del nero · a4 pedone del nero · a3 pedone del bianco | f7 re del bianco · g7 alfiere del bianco · h7 re del nero · a4 pedone del nero · a3 pedone del bianco | f7 re del bianco · g7 alfiere del bianco · h7 re del nero · a4 pedone del nero · a3 pedone del bianco | 8 |
| 7 | f7 re del bianco · g7 alfiere del bianco · h7 re del nero · a4 pedone del nero · a3 pedone del bianco | f7 re del bianco · g7 alfiere del bianco · h7 re del nero · a4 pedone del nero · a3 pedone del bianco | f7 re del bianco · g7 alfiere del bianco · h7 re del nero · a4 pedone del nero · a3 pedone del bianco | f7 re del bianco · g7 alfiere del bianco · h7 re del nero · a4 pedone del nero · a3 pedone del bianco | f7 re del bianco · g7 alfiere del bianco · h7 re del nero · a4 pedone del nero · a3 pedone del bianco | f7 re del bianco · g7 alfiere del bianco · h7 re del nero · a4 pedone del nero · a3 pedone del bianco | f7 re del bianco · g7 alfiere del bianco · h7 re del nero · a4 pedone del nero · a3 pedone del bianco | f7 re del bianco · g7 alfiere del bianco · h7 re del nero · a4 pedone del nero · a3 pedone del bianco | 7 |
| 6 | f7 re del bianco · g7 alfiere del bianco · h7 re del nero · a4 pedone del nero · a3 pedone del bianco | f7 re del bianco · g7 alfiere del bianco · h7 re del nero · a4 pedone del nero · a3 pedone del bianco | f7 re del bianco · g7 alfiere del bianco · h7 re del nero · a4 pedone del nero · a3 pedone del bianco | f7 re del bianco · g7 alfiere del bianco · h7 re del nero · a4 pedone del nero · a3 pedone del bianco | f7 re del bianco · g7 alfiere del bianco · h7 re del nero · a4 pedone del nero · a3 pedone del bianco | f7 re del bianco · g7 alfiere del bianco · h7 re del nero · a4 pedone del nero · a3 pedone del bianco | f7 re del bianco · g7 alfiere del bianco · h7 re del nero · a4 pedone del nero · a3 pedone del bianco | f7 re del bianco · g7 alfiere del bianco · h7 re del nero · a4 pedone del nero · a3 pedone del bianco | 6 |
| 5 | f7 re del bianco · g7 alfiere del bianco · h7 re del nero · a4 pedone del nero · a3 pedone del bianco | f7 re del bianco · g7 alfiere del bianco · h7 re del nero · a4 pedone del nero · a3 pedone del bianco | f7 re del bianco · g7 alfiere del bianco · h7 re del nero · a4 pedone del nero · a3 pedone del bianco | f7 re del bianco · g7 alfiere del bianco · h7 re del nero · a4 pedone del nero · a3 pedone del bianco | f7 re del bianco · g7 alfiere del bianco · h7 re del nero · a4 pedone del nero · a3 pedone del bianco | f7 re del bianco · g7 alfiere del bianco · h7 re del nero · a4 pedone del nero · a3 pedone del bianco | f7 re del bianco · g7 alfiere del bianco · h7 re del nero · a4 pedone del nero · a3 pedone del bianco | f7 re del bianco · g7 alfiere del bianco · h7 re del nero · a4 pedone del nero · a3 pedone del bianco | 5 |
| 4 | f7 re del bianco · g7 alfiere del bianco · h7 re del nero · a4 pedone del nero · a3 pedone del bianco | f7 re del bianco · g7 alfiere del bianco · h7 re del nero · a4 pedone del nero · a3 pedone del bianco | f7 re del bianco · g7 alfiere del bianco · h7 re del nero · a4 pedone del nero · a3 pedone del bianco | f7 re del bianco · g7 alfiere del bianco · h7 re del nero · a4 pedone del nero · a3 pedone del bianco | f7 re del bianco · g7 alfiere del bianco · h7 re del nero · a4 pedone del nero · a3 pedone del bianco | f7 re del bianco · g7 alfiere del bianco · h7 re del nero · a4 pedone del nero · a3 pedone del bianco | f7 re del bianco · g7 alfiere del bianco · h7 re del nero · a4 pedone del nero · a3 pedone del bianco | f7 re del bianco · g7 alfiere del bianco · h7 re del nero · a4 pedone del nero · a3 pedone del bianco | 4 |
| 3 | f7 re del bianco · g7 alfiere del bianco · h7 re del nero · a4 pedone del nero · a3 pedone del bianco | f7 re del bianco · g7 alfiere del bianco · h7 re del nero · a4 pedone del nero · a3 pedone del bianco | f7 re del bianco · g7 alfiere del bianco · h7 re del nero · a4 pedone del nero · a3 pedone del bianco | f7 re del bianco · g7 alfiere del bianco · h7 re del nero · a4 pedone del nero · a3 pedone del bianco | f7 re del bianco · g7 alfiere del bianco · h7 re del nero · a4 pedone del nero · a3 pedone del bianco | f7 re del bianco · g7 alfiere del bianco · h7 re del nero · a4 pedone del nero · a3 pedone del bianco | f7 re del bianco · g7 alfiere del bianco · h7 re del nero · a4 pedone del nero · a3 pedone del bianco | f7 re del bianco · g7 alfiere del bianco · h7 re del nero · a4 pedone del nero · a3 pedone del bianco | 3 |
| 2 | f7 re del bianco · g7 alfiere del bianco · h7 re del nero · a4 pedone del nero · a3 pedone del bianco | f7 re del bianco · g7 alfiere del bianco · h7 re del nero · a4 pedone del nero · a3 pedone del bianco | f7 re del bianco · g7 alfiere del bianco · h7 re del nero · a4 pedone del nero · a3 pedone del bianco | f7 re del bianco · g7 alfiere del bianco · h7 re del nero · a4 pedone del nero · a3 pedone del bianco | f7 re del bianco · g7 alfiere del bianco · h7 re del nero · a4 pedone del nero · a3 pedone del bianco | f7 re del bianco · g7 alfiere del bianco · h7 re del nero · a4 pedone del nero · a3 pedone del bianco | f7 re del bianco · g7 alfiere del bianco · h7 re del nero · a4 pedone del nero · a3 pedone del bianco | f7 re del bianco · g7 alfiere del bianco · h7 re del nero · a4 pedone del nero · a3 pedone del bianco | 2 |
| 1 | f7 re del bianco · g7 alfiere del bianco · h7 re del nero · a4 pedone del nero · a3 pedone del bianco | f7 re del bianco · g7 alfiere del bianco · h7 re del nero · a4 pedone del nero · a3 pedone del bianco | f7 re del bianco · g7 alfiere del bianco · h7 re del nero · a4 pedone del nero · a3 pedone del bianco | f7 re del bianco · g7 alfiere del bianco · h7 re del nero · a4 pedone del nero · a3 pedone del bianco | f7 re del bianco · g7 alfiere del bianco · h7 re del nero · a4 pedone del nero · a3 pedone del bianco | f7 re del bianco · g7 alfiere del bianco · h7 re del nero · a4 pedone del nero · a3 pedone del bianco | f7 re del bianco · g7 alfiere del bianco · h7 re del nero · a4 pedone del nero · a3 pedone del bianco | f7 re del bianco · g7 alfiere del bianco · h7 re del nero · a4 pedone del nero · a3 pedone del bianco | 1 |
|   | a | b | c | d | e | f | g | h |   |

### Patta d'accordo
Un giocatore che ha appena eseguito la propria mossa può, prima di azionare l'orologio, proporre all'avversario un'offerta incondizionata di patta. Tale offerta può essere accettata ed in tal caso la partita termina immediatamente come patta. Se viene rifiutata la partita continua normalmente. Di recente, in alcuni tornei professionistici, è stata introdotta una regola per cui non è ammessa la patta d'accordo (la cosiddetta regola di Sofia). Questo, secondo i promotori di questa iniziativa, favorirebbe la combattività dei giocatori e aumenterebbe l'interesse per il pubblico verso gli scacchi.

### Ripetizione di posizione
Qualora la stessa posizione compaia per tre volte (non necessariamente consecutive) all'interno della partita, il giocatore che crea la terza ripetizione, o che muove immediatamente dopo, può richiedere la patta e far terminare la partita. Se nessuno dei due giocatori impone la patta, la partita continua. Se la ripetizione compare per la quinta volta, la partita si conclude con la patta.
(regolamento FIDE, art. 9.2)

#### Scacco perpetuo
È una situazione di gioco che porta alla patta per ripetizione di posizione: si verifica quando un giocatore effettua una serie (potenzialmente infinita) di scacchi al re avversario in una posizione che si ripete ciclicamente, in modo tale che l'avversario non possa in alcun modo sottrarsi.

### Regola delle 50 mosse
Un giocatore può richiedere la patta se nelle ultime 50 mosse della partita non si sono verificati né un movimento di pedone né una cattura. Analogamente alla patta per ripetizione di posizione, se nessuno dei due giocatori impone la patta, la partita continua. Se la situazione persiste fino a 75 mosse, la partita si conclude con la patta.

### Posizione morta
|   | a | b | c | d | e | f | g | h |   |
| 8 | e8 re del nero · d6 pedone del nero · f6 pedone del nero · h6 pedone del nero · a5 pedone del nero · c5 pedone del nero · d5 pedone del bianco · f5 pedone del bianco · h5 pedone del bianco · a4 pedone del bianco · c4 pedone del bianco · c2 alfiere del bianco · e1 re del bianco | e8 re del nero · d6 pedone del nero · f6 pedone del nero · h6 pedone del nero · a5 pedone del nero · c5 pedone del nero · d5 pedone del bianco · f5 pedone del bianco · h5 pedone del bianco · a4 pedone del bianco · c4 pedone del bianco · c2 alfiere del bianco · e1 re del bianco | e8 re del nero · d6 pedone del nero · f6 pedone del nero · h6 pedone del nero · a5 pedone del nero · c5 pedone del nero · d5 pedone del bianco · f5 pedone del bianco · h5 pedone del bianco · a4 pedone del bianco · c4 pedone del bianco · c2 alfiere del bianco · e1 re del bianco | e8 re del nero · d6 pedone del nero · f6 pedone del nero · h6 pedone del nero · a5 pedone del nero · c5 pedone del nero · d5 pedone del bianco · f5 pedone del bianco · h5 pedone del bianco · a4 pedone del bianco · c4 pedone del bianco · c2 alfiere del bianco · e1 re del bianco | e8 re del nero · d6 pedone del nero · f6 pedone del nero · h6 pedone del nero · a5 pedone del nero · c5 pedone del nero · d5 pedone del bianco · f5 pedone del bianco · h5 pedone del bianco · a4 pedone del bianco · c4 pedone del bianco · c2 alfiere del bianco · e1 re del bianco | e8 re del nero · d6 pedone del nero · f6 pedone del nero · h6 pedone del nero · a5 pedone del nero · c5 pedone del nero · d5 pedone del bianco · f5 pedone del bianco · h5 pedone del bianco · a4 pedone del bianco · c4 pedone del bianco · c2 alfiere del bianco · e1 re del bianco | e8 re del nero · d6 pedone del nero · f6 pedone del nero · h6 pedone del nero · a5 pedone del nero · c5 pedone del nero · d5 pedone del bianco · f5 pedone del bianco · h5 pedone del bianco · a4 pedone del bianco · c4 pedone del bianco · c2 alfiere del bianco · e1 re del bianco | e8 re del nero · d6 pedone del nero · f6 pedone del nero · h6 pedone del nero · a5 pedone del nero · c5 pedone del nero · d5 pedone del bianco · f5 pedone del bianco · h5 pedone del bianco · a4 pedone del bianco · c4 pedone del bianco · c2 alfiere del bianco · e1 re del bianco | 8 |
| 7 | e8 re del nero · d6 pedone del nero · f6 pedone del nero · h6 pedone del nero · a5 pedone del nero · c5 pedone del nero · d5 pedone del bianco · f5 pedone del bianco · h5 pedone del bianco · a4 pedone del bianco · c4 pedone del bianco · c2 alfiere del bianco · e1 re del bianco | e8 re del nero · d6 pedone del nero · f6 pedone del nero · h6 pedone del nero · a5 pedone del nero · c5 pedone del nero · d5 pedone del bianco · f5 pedone del bianco · h5 pedone del bianco · a4 pedone del bianco · c4 pedone del bianco · c2 alfiere del bianco · e1 re del bianco | e8 re del nero · d6 pedone del nero · f6 pedone del nero · h6 pedone del nero · a5 pedone del nero · c5 pedone del nero · d5 pedone del bianco · f5 pedone del bianco · h5 pedone del bianco · a4 pedone del bianco · c4 pedone del bianco · c2 alfiere del bianco · e1 re del bianco | e8 re del nero · d6 pedone del nero · f6 pedone del nero · h6 pedone del nero · a5 pedone del nero · c5 pedone del nero · d5 pedone del bianco · f5 pedone del bianco · h5 pedone del bianco · a4 pedone del bianco · c4 pedone del bianco · c2 alfiere del bianco · e1 re del bianco | e8 re del nero · d6 pedone del nero · f6 pedone del nero · h6 pedone del nero · a5 pedone del nero · c5 pedone del nero · d5 pedone del bianco · f5 pedone del bianco · h5 pedone del bianco · a4 pedone del bianco · c4 pedone del bianco · c2 alfiere del bianco · e1 re del bianco | e8 re del nero · d6 pedone del nero · f6 pedone del nero · h6 pedone del nero · a5 pedone del nero · c5 pedone del nero · d5 pedone del bianco · f5 pedone del bianco · h5 pedone del bianco · a4 pedone del bianco · c4 pedone del bianco · c2 alfiere del bianco · e1 re del bianco | e8 re del nero · d6 pedone del nero · f6 pedone del nero · h6 pedone del nero · a5 pedone del nero · c5 pedone del nero · d5 pedone del bianco · f5 pedone del bianco · h5 pedone del bianco · a4 pedone del bianco · c4 pedone del bianco · c2 alfiere del bianco · e1 re del bianco | e8 re del nero · d6 pedone del nero · f6 pedone del nero · h6 pedone del nero · a5 pedone del nero · c5 pedone del nero · d5 pedone del bianco · f5 pedone del bianco · h5 pedone del bianco · a4 pedone del bianco · c4 pedone del bianco · c2 alfiere del bianco · e1 re del bianco | 7 |
| 6 | e8 re del nero · d6 pedone del nero · f6 pedone del nero · h6 pedone del nero · a5 pedone del nero · c5 pedone del nero · d5 pedone del bianco · f5 pedone del bianco · h5 pedone del bianco · a4 pedone del bianco · c4 pedone del bianco · c2 alfiere del bianco · e1 re del bianco | e8 re del nero · d6 pedone del nero · f6 pedone del nero · h6 pedone del nero · a5 pedone del nero · c5 pedone del nero · d5 pedone del bianco · f5 pedone del bianco · h5 pedone del bianco · a4 pedone del bianco · c4 pedone del bianco · c2 alfiere del bianco · e1 re del bianco | e8 re del nero · d6 pedone del nero · f6 pedone del nero · h6 pedone del nero · a5 pedone del nero · c5 pedone del nero · d5 pedone del bianco · f5 pedone del bianco · h5 pedone del bianco · a4 pedone del bianco · c4 pedone del bianco · c2 alfiere del bianco · e1 re del bianco | e8 re del nero · d6 pedone del nero · f6 pedone del nero · h6 pedone del nero · a5 pedone del nero · c5 pedone del nero · d5 pedone del bianco · f5 pedone del bianco · h5 pedone del bianco · a4 pedone del bianco · c4 pedone del bianco · c2 alfiere del bianco · e1 re del bianco | e8 re del nero · d6 pedone del nero · f6 pedone del nero · h6 pedone del nero · a5 pedone del nero · c5 pedone del nero · d5 pedone del bianco · f5 pedone del bianco · h5 pedone del bianco · a4 pedone del bianco · c4 pedone del bianco · c2 alfiere del bianco · e1 re del bianco | e8 re del nero · d6 pedone del nero · f6 pedone del nero · h6 pedone del nero · a5 pedone del nero · c5 pedone del nero · d5 pedone del bianco · f5 pedone del bianco · h5 pedone del bianco · a4 pedone del bianco · c4 pedone del bianco · c2 alfiere del bianco · e1 re del bianco | e8 re del nero · d6 pedone del nero · f6 pedone del nero · h6 pedone del nero · a5 pedone del nero · c5 pedone del nero · d5 pedone del bianco · f5 pedone del bianco · h5 pedone del bianco · a4 pedone del bianco · c4 pedone del bianco · c2 alfiere del bianco · e1 re del bianco | e8 re del nero · d6 pedone del nero · f6 pedone del nero · h6 pedone del nero · a5 pedone del nero · c5 pedone del nero · d5 pedone del bianco · f5 pedone del bianco · h5 pedone del bianco · a4 pedone del bianco · c4 pedone del bianco · c2 alfiere del bianco · e1 re del bianco | 6 |
| 5 | e8 re del nero · d6 pedone del nero · f6 pedone del nero · h6 pedone del nero · a5 pedone del nero · c5 pedone del nero · d5 pedone del bianco · f5 pedone del bianco · h5 pedone del bianco · a4 pedone del bianco · c4 pedone del bianco · c2 alfiere del bianco · e1 re del bianco | e8 re del nero · d6 pedone del nero · f6 pedone del nero · h6 pedone del nero · a5 pedone del nero · c5 pedone del nero · d5 pedone del bianco · f5 pedone del bianco · h5 pedone del bianco · a4 pedone del bianco · c4 pedone del bianco · c2 alfiere del bianco · e1 re del bianco | e8 re del nero · d6 pedone del nero · f6 pedone del nero · h6 pedone del nero · a5 pedone del nero · c5 pedone del nero · d5 pedone del bianco · f5 pedone del bianco · h5 pedone del bianco · a4 pedone del bianco · c4 pedone del bianco · c2 alfiere del bianco · e1 re del bianco | e8 re del nero · d6 pedone del nero · f6 pedone del nero · h6 pedone del nero · a5 pedone del nero · c5 pedone del nero · d5 pedone del bianco · f5 pedone del bianco · h5 pedone del bianco · a4 pedone del bianco · c4 pedone del bianco · c2 alfiere del bianco · e1 re del bianco | e8 re del nero · d6 pedone del nero · f6 pedone del nero · h6 pedone del nero · a5 pedone del nero · c5 pedone del nero · d5 pedone del bianco · f5 pedone del bianco · h5 pedone del bianco · a4 pedone del bianco · c4 pedone del bianco · c2 alfiere del bianco · e1 re del bianco | e8 re del nero · d6 pedone del nero · f6 pedone del nero · h6 pedone del nero · a5 pedone del nero · c5 pedone del nero · d5 pedone del bianco · f5 pedone del bianco · h5 pedone del bianco · a4 pedone del bianco · c4 pedone del bianco · c2 alfiere del bianco · e1 re del bianco | e8 re del nero · d6 pedone del nero · f6 pedone del nero · h6 pedone del nero · a5 pedone del nero · c5 pedone del nero · d5 pedone del bianco · f5 pedone del bianco · h5 pedone del bianco · a4 pedone del bianco · c4 pedone del bianco · c2 alfiere del bianco · e1 re del bianco | e8 re del nero · d6 pedone del nero · f6 pedone del nero · h6 pedone del nero · a5 pedone del nero · c5 pedone del nero · d5 pedone del bianco · f5 pedone del bianco · h5 pedone del bianco · a4 pedone del bianco · c4 pedone del bianco · c2 alfiere del bianco · e1 re del bianco | 5 |
| 4 | e8 re del nero · d6 pedone del nero · f6 pedone del nero · h6 pedone del nero · a5 pedone del nero · c5 pedone del nero · d5 pedone del bianco · f5 pedone del bianco · h5 pedone del bianco · a4 pedone del bianco · c4 pedone del bianco · c2 alfiere del bianco · e1 re del bianco | e8 re del nero · d6 pedone del nero · f6 pedone del nero · h6 pedone del nero · a5 pedone del nero · c5 pedone del nero · d5 pedone del bianco · f5 pedone del bianco · h5 pedone del bianco · a4 pedone del bianco · c4 pedone del bianco · c2 alfiere del bianco · e1 re del bianco | e8 re del nero · d6 pedone del nero · f6 pedone del nero · h6 pedone del nero · a5 pedone del nero · c5 pedone del nero · d5 pedone del bianco · f5 pedone del bianco · h5 pedone del bianco · a4 pedone del bianco · c4 pedone del bianco · c2 alfiere del bianco · e1 re del bianco | e8 re del nero · d6 pedone del nero · f6 pedone del nero · h6 pedone del nero · a5 pedone del nero · c5 pedone del nero · d5 pedone del bianco · f5 pedone del bianco · h5 pedone del bianco · a4 pedone del bianco · c4 pedone del bianco · c2 alfiere del bianco · e1 re del bianco | e8 re del nero · d6 pedone del nero · f6 pedone del nero · h6 pedone del nero · a5 pedone del nero · c5 pedone del nero · d5 pedone del bianco · f5 pedone del bianco · h5 pedone del bianco · a4 pedone del bianco · c4 pedone del bianco · c2 alfiere del bianco · e1 re del bianco | e8 re del nero · d6 pedone del nero · f6 pedone del nero · h6 pedone del nero · a5 pedone del nero · c5 pedone del nero · d5 pedone del bianco · f5 pedone del bianco · h5 pedone del bianco · a4 pedone del bianco · c4 pedone del bianco · c2 alfiere del bianco · e1 re del bianco | e8 re del nero · d6 pedone del nero · f6 pedone del nero · h6 pedone del nero · a5 pedone del nero · c5 pedone del nero · d5 pedone del bianco · f5 pedone del bianco · h5 pedone del bianco · a4 pedone del bianco · c4 pedone del bianco · c2 alfiere del bianco · e1 re del bianco | e8 re del nero · d6 pedone del nero · f6 pedone del nero · h6 pedone del nero · a5 pedone del nero · c5 pedone del nero · d5 pedone del bianco · f5 pedone del bianco · h5 pedone del bianco · a4 pedone del bianco · c4 pedone del bianco · c2 alfiere del bianco · e1 re del bianco | 4 |
| 3 | e8 re del nero · d6 pedone del nero · f6 pedone del nero · h6 pedone del nero · a5 pedone del nero · c5 pedone del nero · d5 pedone del bianco · f5 pedone del bianco · h5 pedone del bianco · a4 pedone del bianco · c4 pedone del bianco · c2 alfiere del bianco · e1 re del bianco | e8 re del nero · d6 pedone del nero · f6 pedone del nero · h6 pedone del nero · a5 pedone del nero · c5 pedone del nero · d5 pedone del bianco · f5 pedone del bianco · h5 pedone del bianco · a4 pedone del bianco · c4 pedone del bianco · c2 alfiere del bianco · e1 re del bianco | e8 re del nero · d6 pedone del nero · f6 pedone del nero · h6 pedone del nero · a5 pedone del nero · c5 pedone del nero · d5 pedone del bianco · f5 pedone del bianco · h5 pedone del bianco · a4 pedone del bianco · c4 pedone del bianco · c2 alfiere del bianco · e1 re del bianco | e8 re del nero · d6 pedone del nero · f6 pedone del nero · h6 pedone del nero · a5 pedone del nero · c5 pedone del nero · d5 pedone del bianco · f5 pedone del bianco · h5 pedone del bianco · a4 pedone del bianco · c4 pedone del bianco · c2 alfiere del bianco · e1 re del bianco | e8 re del nero · d6 pedone del nero · f6 pedone del nero · h6 pedone del nero · a5 pedone del nero · c5 pedone del nero · d5 pedone del bianco · f5 pedone del bianco · h5 pedone del bianco · a4 pedone del bianco · c4 pedone del bianco · c2 alfiere del bianco · e1 re del bianco | e8 re del nero · d6 pedone del nero · f6 pedone del nero · h6 pedone del nero · a5 pedone del nero · c5 pedone del nero · d5 pedone del bianco · f5 pedone del bianco · h5 pedone del bianco · a4 pedone del bianco · c4 pedone del bianco · c2 alfiere del bianco · e1 re del bianco | e8 re del nero · d6 pedone del nero · f6 pedone del nero · h6 pedone del nero · a5 pedone del nero · c5 pedone del nero · d5 pedone del bianco · f5 pedone del bianco · h5 pedone del bianco · a4 pedone del bianco · c4 pedone del bianco · c2 alfiere del bianco · e1 re del bianco | e8 re del nero · d6 pedone del nero · f6 pedone del nero · h6 pedone del nero · a5 pedone del nero · c5 pedone del nero · d5 pedone del bianco · f5 pedone del bianco · h5 pedone del bianco · a4 pedone del bianco · c4 pedone del bianco · c2 alfiere del bianco · e1 re del bianco | 3 |
| 2 | e8 re del nero · d6 pedone del nero · f6 pedone del nero · h6 pedone del nero · a5 pedone del nero · c5 pedone del nero · d5 pedone del bianco · f5 pedone del bianco · h5 pedone del bianco · a4 pedone del bianco · c4 pedone del bianco · c2 alfiere del bianco · e1 re del bianco | e8 re del nero · d6 pedone del nero · f6 pedone del nero · h6 pedone del nero · a5 pedone del nero · c5 pedone del nero · d5 pedone del bianco · f5 pedone del bianco · h5 pedone del bianco · a4 pedone del bianco · c4 pedone del bianco · c2 alfiere del bianco · e1 re del bianco | e8 re del nero · d6 pedone del nero · f6 pedone del nero · h6 pedone del nero · a5 pedone del nero · c5 pedone del nero · d5 pedone del bianco · f5 pedone del bianco · h5 pedone del bianco · a4 pedone del bianco · c4 pedone del bianco · c2 alfiere del bianco · e1 re del bianco | e8 re del nero · d6 pedone del nero · f6 pedone del nero · h6 pedone del nero · a5 pedone del nero · c5 pedone del nero · d5 pedone del bianco · f5 pedone del bianco · h5 pedone del bianco · a4 pedone del bianco · c4 pedone del bianco · c2 alfiere del bianco · e1 re del bianco | e8 re del nero · d6 pedone del nero · f6 pedone del nero · h6 pedone del nero · a5 pedone del nero · c5 pedone del nero · d5 pedone del bianco · f5 pedone del bianco · h5 pedone del bianco · a4 pedone del bianco · c4 pedone del bianco · c2 alfiere del bianco · e1 re del bianco | e8 re del nero · d6 pedone del nero · f6 pedone del nero · h6 pedone del nero · a5 pedone del nero · c5 pedone del nero · d5 pedone del bianco · f5 pedone del bianco · h5 pedone del bianco · a4 pedone del bianco · c4 pedone del bianco · c2 alfiere del bianco · e1 re del bianco | e8 re del nero · d6 pedone del nero · f6 pedone del nero · h6 pedone del nero · a5 pedone del nero · c5 pedone del nero · d5 pedone del bianco · f5 pedone del bianco · h5 pedone del bianco · a4 pedone del bianco · c4 pedone del bianco · c2 alfiere del bianco · e1 re del bianco | e8 re del nero · d6 pedone del nero · f6 pedone del nero · h6 pedone del nero · a5 pedone del nero · c5 pedone del nero · d5 pedone del bianco · f5 pedone del bianco · h5 pedone del bianco · a4 pedone del bianco · c4 pedone del bianco · c2 alfiere del bianco · e1 re del bianco | 2 |
| 1 | e8 re del nero · d6 pedone del nero · f6 pedone del nero · h6 pedone del nero · a5 pedone del nero · c5 pedone del nero · d5 pedone del bianco · f5 pedone del bianco · h5 pedone del bianco · a4 pedone del bianco · c4 pedone del bianco · c2 alfiere del bianco · e1 re del bianco | e8 re del nero · d6 pedone del nero · f6 pedone del nero · h6 pedone del nero · a5 pedone del nero · c5 pedone del nero · d5 pedone del bianco · f5 pedone del bianco · h5 pedone del bianco · a4 pedone del bianco · c4 pedone del bianco · c2 alfiere del bianco · e1 re del bianco | e8 re del nero · d6 pedone del nero · f6 pedone del nero · h6 pedone del nero · a5 pedone del nero · c5 pedone del nero · d5 pedone del bianco · f5 pedone del bianco · h5 pedone del bianco · a4 pedone del bianco · c4 pedone del bianco · c2 alfiere del bianco · e1 re del bianco | e8 re del nero · d6 pedone del nero · f6 pedone del nero · h6 pedone del nero · a5 pedone del nero · c5 pedone del nero · d5 pedone del bianco · f5 pedone del bianco · h5 pedone del bianco · a4 pedone del bianco · c4 pedone del bianco · c2 alfiere del bianco · e1 re del bianco | e8 re del nero · d6 pedone del nero · f6 pedone del nero · h6 pedone del nero · a5 pedone del nero · c5 pedone del nero · d5 pedone del bianco · f5 pedone del bianco · h5 pedone del bianco · a4 pedone del bianco · c4 pedone del bianco · c2 alfiere del bianco · e1 re del bianco | e8 re del nero · d6 pedone del nero · f6 pedone del nero · h6 pedone del nero · a5 pedone del nero · c5 pedone del nero · d5 pedone del bianco · f5 pedone del bianco · h5 pedone del bianco · a4 pedone del bianco · c4 pedone del bianco · c2 alfiere del bianco · e1 re del bianco | e8 re del nero · d6 pedone del nero · f6 pedone del nero · h6 pedone del nero · a5 pedone del nero · c5 pedone del nero · d5 pedone del bianco · f5 pedone del bianco · h5 pedone del bianco · a4 pedone del bianco · c4 pedone del bianco · c2 alfiere del bianco · e1 re del bianco | e8 re del nero · d6 pedone del nero · f6 pedone del nero · h6 pedone del nero · a5 pedone del nero · c5 pedone del nero · d5 pedone del bianco · f5 pedone del bianco · h5 pedone del bianco · a4 pedone del bianco · c4 pedone del bianco · c2 alfiere del bianco · e1 re del bianco | 1 |
|   | a | b | c | d | e | f | g | h |   |

Si ha una posizione morta quando, in un finale di partita, viene a verificarsi una situazione per cui non è possibile raggiungere una posizione di scacco matto per nessuno dei contendenti con una sequenza di mosse legali, quindi anche ipotizzando le peggiori mosse della parte difendente, a causa dell'esiguità del numero dei pezzi rimasti sulla scacchiera o della particolare disposizione degli stessi. Il raggiungimento di una posizione morta determina la fine immediata della partita col risultato di patta.
Alcuni esempi di posizione morta sono le posizioni in cui sono rimasti sulla scacchiera solo i seguenti pezzi:
- Re contro re
- Re e alfiere contro re
- Re e cavallo contro re

Un esempio di posizione morta dovuto ad una particolare disposizione dei pezzi è dato dal diagramma a destra. Nessuno dei due giocatori ha alcuna possibilità di vincere la partita. Infatti, anche ipotizzando che l'avversario "collabori" facendo le peggiori mosse possibili, i pedoni sono tutti bloccati e né i due re né l'alfiere bianco possono oltrepassare la barriera di pedoni.

### Materiale insufficiente
|   | a                                                                             | b                                                                             | c                                                                             | d                                                                             | e                                                                             | f                                                                             | g                                                                             | h                                                                             |   |
| 8 | f8 re del nero · h8 re del bianco · h7 torre del bianco · e5 alfiere del nero | f8 re del nero · h8 re del bianco · h7 torre del bianco · e5 alfiere del nero | f8 re del nero · h8 re del bianco · h7 torre del bianco · e5 alfiere del nero | f8 re del nero · h8 re del bianco · h7 torre del bianco · e5 alfiere del nero | f8 re del nero · h8 re del bianco · h7 torre del bianco · e5 alfiere del nero | f8 re del nero · h8 re del bianco · h7 torre del bianco · e5 alfiere del nero | f8 re del nero · h8 re del bianco · h7 torre del bianco · e5 alfiere del nero | f8 re del nero · h8 re del bianco · h7 torre del bianco · e5 alfiere del nero | 8 |
| 7 | f8 re del nero · h8 re del bianco · h7 torre del bianco · e5 alfiere del nero | f8 re del nero · h8 re del bianco · h7 torre del bianco · e5 alfiere del nero | f8 re del nero · h8 re del bianco · h7 torre del bianco · e5 alfiere del nero | f8 re del nero · h8 re del bianco · h7 torre del bianco · e5 alfiere del nero | f8 re del nero · h8 re del bianco · h7 torre del bianco · e5 alfiere del nero | f8 re del nero · h8 re del bianco · h7 torre del bianco · e5 alfiere del nero | f8 re del nero · h8 re del bianco · h7 torre del bianco · e5 alfiere del nero | f8 re del nero · h8 re del bianco · h7 torre del bianco · e5 alfiere del nero | 7 |
| 6 | f8 re del nero · h8 re del bianco · h7 torre del bianco · e5 alfiere del nero | f8 re del nero · h8 re del bianco · h7 torre del bianco · e5 alfiere del nero | f8 re del nero · h8 re del bianco · h7 torre del bianco · e5 alfiere del nero | f8 re del nero · h8 re del bianco · h7 torre del bianco · e5 alfiere del nero | f8 re del nero · h8 re del bianco · h7 torre del bianco · e5 alfiere del nero | f8 re del nero · h8 re del bianco · h7 torre del bianco · e5 alfiere del nero | f8 re del nero · h8 re del bianco · h7 torre del bianco · e5 alfiere del nero | f8 re del nero · h8 re del bianco · h7 torre del bianco · e5 alfiere del nero | 6 |
| 5 | f8 re del nero · h8 re del bianco · h7 torre del bianco · e5 alfiere del nero | f8 re del nero · h8 re del bianco · h7 torre del bianco · e5 alfiere del nero | f8 re del nero · h8 re del bianco · h7 torre del bianco · e5 alfiere del nero | f8 re del nero · h8 re del bianco · h7 torre del bianco · e5 alfiere del nero | f8 re del nero · h8 re del bianco · h7 torre del bianco · e5 alfiere del nero | f8 re del nero · h8 re del bianco · h7 torre del bianco · e5 alfiere del nero | f8 re del nero · h8 re del bianco · h7 torre del bianco · e5 alfiere del nero | f8 re del nero · h8 re del bianco · h7 torre del bianco · e5 alfiere del nero | 5 |
| 4 | f8 re del nero · h8 re del bianco · h7 torre del bianco · e5 alfiere del nero | f8 re del nero · h8 re del bianco · h7 torre del bianco · e5 alfiere del nero | f8 re del nero · h8 re del bianco · h7 torre del bianco · e5 alfiere del nero | f8 re del nero · h8 re del bianco · h7 torre del bianco · e5 alfiere del nero | f8 re del nero · h8 re del bianco · h7 torre del bianco · e5 alfiere del nero | f8 re del nero · h8 re del bianco · h7 torre del bianco · e5 alfiere del nero | f8 re del nero · h8 re del bianco · h7 torre del bianco · e5 alfiere del nero | f8 re del nero · h8 re del bianco · h7 torre del bianco · e5 alfiere del nero | 4 |
| 3 | f8 re del nero · h8 re del bianco · h7 torre del bianco · e5 alfiere del nero | f8 re del nero · h8 re del bianco · h7 torre del bianco · e5 alfiere del nero | f8 re del nero · h8 re del bianco · h7 torre del bianco · e5 alfiere del nero | f8 re del nero · h8 re del bianco · h7 torre del bianco · e5 alfiere del nero | f8 re del nero · h8 re del bianco · h7 torre del bianco · e5 alfiere del nero | f8 re del nero · h8 re del bianco · h7 torre del bianco · e5 alfiere del nero | f8 re del nero · h8 re del bianco · h7 torre del bianco · e5 alfiere del nero | f8 re del nero · h8 re del bianco · h7 torre del bianco · e5 alfiere del nero | 3 |
| 2 | f8 re del nero · h8 re del bianco · h7 torre del bianco · e5 alfiere del nero | f8 re del nero · h8 re del bianco · h7 torre del bianco · e5 alfiere del nero | f8 re del nero · h8 re del bianco · h7 torre del bianco · e5 alfiere del nero | f8 re del nero · h8 re del bianco · h7 torre del bianco · e5 alfiere del nero | f8 re del nero · h8 re del bianco · h7 torre del bianco · e5 alfiere del nero | f8 re del nero · h8 re del bianco · h7 torre del bianco · e5 alfiere del nero | f8 re del nero · h8 re del bianco · h7 torre del bianco · e5 alfiere del nero | f8 re del nero · h8 re del bianco · h7 torre del bianco · e5 alfiere del nero | 2 |
| 1 | f8 re del nero · h8 re del bianco · h7 torre del bianco · e5 alfiere del nero | f8 re del nero · h8 re del bianco · h7 torre del bianco · e5 alfiere del nero | f8 re del nero · h8 re del bianco · h7 torre del bianco · e5 alfiere del nero | f8 re del nero · h8 re del bianco · h7 torre del bianco · e5 alfiere del nero | f8 re del nero · h8 re del bianco · h7 torre del bianco · e5 alfiere del nero | f8 re del nero · h8 re del bianco · h7 torre del bianco · e5 alfiere del nero | f8 re del nero · h8 re del bianco · h7 torre del bianco · e5 alfiere del nero | f8 re del nero · h8 re del bianco · h7 torre del bianco · e5 alfiere del nero | 1 |
|   | a                                                                             | b                                                                             | c                                                                             | d                                                                             | e                                                                             | f                                                                             | g                                                                             | h                                                                             |   |

Qualora un giocatore si dichiari sconfitto o esaurisca il tempo sull'orologio ma l'avversario non possieda materiale sufficiente per dare scacco matto con mosse legali, la partita è dichiarata patta.
Secondo il regolamento degli scacchi in caso di tempo esaurito o di abbandono il gioco termina in parità solo quando non sia possibile effettuare scacco matto neanche a seguito della più sfavorevole sequenza di mosse legali possibili da parte del giocatore in svantaggio. Tale regola sottintende che nel caso in cui il giocatore in vantaggio possieda oltre al re almeno un pedone, egli vincerà in quanto tale pezzo è sempre promuovibile in un pezzo pesante (donna o torre) nel caso di peggior difesa dell'avversario. Quando il giocatore in vantaggio ha invece solo un pezzo leggero (cavallo o alfiere) egli vince tale partita nel caso che il suo avversario possieda ancora un pezzo leggero o un pedone, in quanto ciò consente sempre una peggior difesa che porti allo scacco matto. Lo scacco matto è possibile anche nel caso che il pezzo leggero sia un cavallo e l'avversario abbia esaurito il tempo con una torre a disposizione, mentre la partita finisce in parità in caso di alfiere contro torre o di pezzo leggero contro donna.

## Forzare la patta
Si dice "forzare la patta" quando il giocatore in svantaggio di materiale, con una combinazione di mosse a cui corrispondono mosse obbligate da parte dell'avversario, riesce ad arrivare ad una situazione di patta per ripetizione di posizione.